# Благетка, Леопольдина
Леопольдина Благетка (нем. Leopoldine Blahetka; 15 ноября 1810 года, Гунтрамсдорф, близ Вены — 12 января 1887 года, Булонь-сюр-Мер, Франция) — австрийская и французская пианистка и композитор; одна из первых профессиональных женщин-пианисток в истории.

## Биография
Леопольдина родилась в Гунтрамсдорфе, недалеко от Вены, в семье Йозефа и Барбары Благетка. Её отец, учитель истории и математики, был в дружеских отношениях с Бетховеном; мать, происходившая из музыкальной семьи, играла на стеклянной гармонике. Дедом Леопольдины по материнской линии был венский композитор Андреас Трег. Семья переехала в Вену, где её отец устроился на работу в музыкальное издательство. Первой наставницей Леопольдины в музыке была её мать, затем она занималась под руководством Катарины Чиббини и Карла Черни. Впервые выступила с концертом в Вене 1 марта 1818 в возрасте 8 лет. Впоследствии училась пианистическому искусству у Фридриха Калькбреннера и Игнаца Мошелеса, игре на фисгармонии у Иеронима Пайера, прошла также курс гармонии и композиции под руководством Симона Зехтера.
В 1821 году Благетка начала путешествовать по Европе в сопровождении своей матери и продолжала гастролировать около двадцати лет.
Концертировала в Германии, Голландии, Франции, Великобритании, имела большой успех. В 1829 году познакомилась в Вене с Шопеном, который высоко оценил её искусство, предложив ей выступить вместе в Варшаве. Многие её сочинения были напечатаны при жизни, в Вене в 1830 году была поставлена её опера «Певец и разбойники» (нем. Die Räuber und die Sänger). С 1840 года жила в Булони. С годами концертировала всё меньше, сосредоточившись на сочинении музыки.

## Сочинения

### Оркестровая музыка
- Variations brillantes pour piano et orchestre, op. 14
- Variations brillantes sur un thème hongrois, op. 18, pour piano & orchestre ou quatuor à cordes
- Concertstück, op. 25, pour piano & orchestre ou quatuor à cordes
- Souvenir d’Angleterre, op. 38, pour piano & orchestre ou quatuor à cordes

### Камерная музыка
- Trio avec piano, op. 5
- Variations concertantes pour piano et violon, op. 10
- Grande polonaise concertante, op. 11, pour violoncelle & piano
- Sonate pour piano & violon obligé, op. 15
- Quatuor avec piano en la majeur, op. 43
- Quatuor avec piano en mi bémol majeur, op. 44

### Фортепианные сочинения
- 14 séries de variations (notamment op. 2, 4, 6, 20, 26 à 29, 33 39 63)
- Grande polonaise, op. 9
- Polonaise, op. 19
- 6 valses favorites de Vienne, op. 35
- 3 rondeaux élégants, op. 37
- 2 Fantaisies, op. 30 & 40
- 2 Nocturnes, op. 46
- Quadrille des patineurs, op. 56

### Вокальные сочинения
- Rastlose Liebe для голоса и фортепиано, на слова Гёте, op. 32
- Ave Maria для голоса и фортепиано или органа, op. 57
- Pater Noster, для 4-х голосов и фортепиано или органа, op. 58
- 6 deutsche Lieder, для голоса и фортепиано
- La fille de Golconde для голоса и фортепиано на слова Ж.Мери